# USS Patapsco (1862)
«Патапскоу» (англ. USS Patapsco) був монітором типу «Пассейк» у складі ВМС США під час Громадянської війни в США. Названий на честь річки Патапскоу в Меріленді. Четвертий корабель флоту США з цим ім'ям.

## Служба під час Громадянської війни

### Призначений для блокади Південної Атлантики
Включений до складу ескадри блокування Південної Атлантики, монітор брав участь у бомбардуванні форту Макалістер 3 березня 1862 р. 7 квітня «Патапскоу» приєднався до восьми інших броненосців в активній атаці на форт Самтер і отримав 47 влучних влучань від сил Конфедерації протягом того дня.
Починаючи з середини липня корабель брав участь у тривалій кампанії бомбардування захисних укріплень Чарльстона. Ця компанія призвела до захоплення форту Вагнер на початку вересня. Форт Самтер перетворився на купу уламків, але залишався грізним супротивником.

### Загибель на міні
15 січня 1865 року, беручи участь в операціях з усунення перешкод у гавані Чарльстона, «Патапскоу» натрапив на міну південців та затонув. Загинуло 62 членів екіпажу. Старший офіцер корабля, лейтенант Вільям Т. Семпсон був одним із небагатьох тих, хто вижив.